# Колачев, Борис Александрович
Борис Александрович Колачев (4 апреля 1928, Воронцово, Кимрский район, Калининская область — 22 июня 2007, город Ступино, Московская область) — советский и российский учёный, профессор, доктор технических наук, лауреат Государственной премии, заслуженный деятель науки и техники РСФСР, действительный член Нью-Йоркской академии наук. Один из основателей отечественного металловедения титана и его сплавов, создатель научной школы водородной хрупкости металлов и водородной технологии титановых сплавов. Один из организаторов Ступинского филиала МАТИ и кафедры «Технология и автоматизация обработки материалов» (первоначально «Металловедение и горячая обработка металлов»).

## Биография
4 апреля 1928 г. — родился в селе Воронцово Кимрского района Калининской области.
1936—1946 — учился в средней школе № 1 г. Кашин Калининской области.
1946—1952 — учился и закончил МАТИ им. К. Э. Циолковского.
1952—1955 — учился в аспирантуре МАТИ им. К. Э. Циолковского.
1955 — защитил кандидатской диссертации на тему «Явления, наблюдаемые при кристаллизации металлических расплавов, и некоторые области их применения»; присуждение ученой степени кандидата технических наук.
1956 — переехал в город Ступино Московской области для организации вечернего факультета МАТИ.
1956—2007 — декан вечернего факультета и старший преподаватель, доцент, профессор, заведующий кафедрой «Металловедение и горячая обработка металлов»
1967 — защита докторской диссертации на тему «Влияние водорода на структуру и механические свойства титана и его сплавов»; присуждение ученой степени доктора технических наук.
1981 — заслуженный деятель науки и техники РСФСР.
1986 — получение Государственной премии СССР за работу в области металлургии.
2007 — скончался 22 июня в возрасте 79 лет, похоронен в городе Ступино Московской области.
Был женат, отец двух дочерей.

## Научная и педагогическая деятельность
Свой путь в науку Колачев Б. А. начал, будучи ещё студентом. В 1952 г. он закончил с красным дипломом МАТИ, поступил в аспирантуру. В 1955 г. он защитил кандидатскую диссертацию на тему «Явления, наблюдаемые при кристаллизации металлических расплавов, и некоторые области их практического применения».
В 1956 году Колачев Б. А. был направлен в г. Ступино для организации вечернего факультета МАТИ при ведущих промышленных предприятиях города, что в конечном итоге и привело к созданию в 1966 г. Ступинского филиала МАТИ, где он работал сначала доцентом, а после защиты в 1967 году докторской диссертации — профессором. С 1978 г. по 1992 г. он был заведующим кафедрой «Металловедение и горячая обработка металлов».
Особенно тесные отношения сложились с коллективом Ступинского металлургического комбината (СМК), где в 1953 году был создан первый в СССР цех по промышленному производству слитков из титановых сплавов. Для решения технологических проблем требовалось проведение целого ряда специальных научных и технологических исследований, к которым Б. А. Колачева привлек главный инженер Ступинского металлургического комбината В. А. Ливанов. Творческая группа, в которую входили Б. А. Колачев, М. И. Мусатов, Р. М. Габидуллин, разработала принцип порционного легирования и прессования расходуемого электрода.
Он создал научную школу по водородной хрупкости металлов. Им была предложена новая классификация видов водородной хрупкости по вызывающим их источникам и уточнены механизмы развития водородной хрупкости разных видов, обоснованы максимально допустимые концентрации водорода, ниже которых не развиваются разрушения, обусловленные водородом, разработаны способы борьбы с водородной хрупкостью. Б. А. Колачевым обоснованы принципы вакуумного отжига титановых сплавов, разработана и внедрена технология вакуумного отжига. Результаты первых исследований по водородной хрупкости были обобщены в монографиях «Водород в металлах» (1962 г.) и «Водородная хрупкость цветных металлов» (1966 г.). Обе монографии были переведены в США на английский язык. Опубликованные результаты вошли также в докторскую диссертацию «Влияние водорода на структуру и свойства титана и его сплавов», успешно защищенную в 1967 г.
Многие годы проф. Колачев Б. А. руководил созданной в СФ МАТИ отраслевой лабораторией МАП по водородной хрупкости металлов. Практические рекомендации, разработанные по выполненным в лаборатории исследованиям, были использованы при выборе материалов и обосновании технологии изготовления сверхзвукового самолета Ту-144. Эти рекомендации вошли во многие технологические инструкции по применению и производству титановых сплавов. За работы в этой области он был награждён в 1986 г. Государственной премией СССР.
С 1975 г. под руководством Б. А. Колачева в СФ МАТИ были начаты работы по изучению влияния космического пространства на свойства материалов, работающих под напряжением. В 1980 г. на станции «Салют» на установке «Ресурс», созданной в СФ МАТИ, были проведены первые в мире эксперименты по влиянию напряжений на свойства материалов в открытом космосе. Полученные в этих экспериментах результаты являются основой выбора материалов для длительной работы в условиях космоса.
Колачев Б. А. создал новое научное направление — водородную технологию титановых сплавов. Водородная технология основана на обратимом легировании водородом и состоит в наводороживании, проведении технологических операций с использованием благоприятных эффектов, обусловленных водородом, и вакуумном отжиге. Водородная технология титановых сплавов включает в себя; а) водородное пластифицирование; б) термоводородную обработку; в) компактводородные процессы; г) механоводородную обработку; д) водородную технологию титанового литья. Водородная технология позволяет повысить качество изделий и понизить себестоимость изготовления продукции.
Для научной школы проф. Б. А. Колачева в области металловедения и термической обработки титана и его сплавов характерно максимально возможное использование диаграмм состояния для описания и предсказания фазовых превращений и фазовых состояний. Это направление нашло наиболее полное воплощение в работах по связи фазового состава закаленных титановых сплавов с их химическим составом, взаимосвязи диаграмм изотермических и анизотермических превращений с коэффициентом β-стабилизации сплавов, связи механических свойств сплавов с их фазовым составом и характеристиками отдельных фаз, составляющих сплав. Диаграмма фазового состава титановых сплавов позволила обосновать принципы легирования титановых сплавов разных классов.
Результаты исследований по водородной хрупкости металлов, водородной технологии и металловедению титановых сплавов были обобщены в серии монографий и справочных изданий. Колачевым Б. А. опубликовано около 500 статей, 30 книг, в том числе 10 учебников для студентов вузов страны. Две его книги переведены на английский язык, одна — на испанский. Он имеет 4 патента и 17 авторских свидетельств на изобретения. Под руководством проф. Колачева Б. А. выпущено 3 учебных кинофильма.
Пользовался заслуженным авторитетом среди специалистов ведущих научных организаций и предприятий Минавиапома СССР: ВИЛС, ВИАМ, СМК и других.
Под руководством Колачева Б. А. выполнено и успешно защищены десятки дипломных работ, 50 кандидатских диссертаций. Семь его учеников стали докторами наук (Носов В. К., Володин В. А., Бунин Л. А., Фишгойт А. В., Лясоцкая В. С., Мальков А. В., Габидуллин Р. М.), а один из учеников и последователей Б. А. Колачева в науке, А. А. Ильин, — академиком РАН.

## Членство в различных организациях
- Член экспертного совета по металлургии и металловедению Высшей аттестационной комиссии при Совмине СССР (1975-92).
- Член 4 диссертационных советов Высшей аттестационной комиссии.
- Зам. председателя методического совета Минвуза СССР по металловедению и технологии термической обработке (1975—1992).
- Член научно-методического совета по технологии металлов и материаловедению при Учебно-методическом управлении по высшему образованию.
- Член научного совета АН СССР по новым конструкционным материалам для новой техники.
- Член Научно-технического совета Минвуза СССР (комиссия металловедения и физики металлов).
- Член научного совета АН УССР по физико-химической механике материалов.
- Член редакционного совета издательства «Металлургия».
- Член редколлегии журнала «Известия ВУЗов. Цветная металлургия».
- Член международной комиссии по водородной обработке материалов при Международной ассоциации по водородной энергетике.
- Действительный член Нью-Йоркской академии наук.

## Перечень монографий, учебников и справочных изданий
1. Ливанов В. А., Буханова А. А., Колачев Б. А. Водород в титане. М.: Металлургиздат. 1962. — 245 с.
2. Балкевич В. Л., Колачев Б. А., Натансон А. К. и др. Новые материалы в технике / Под ред. Тростянской Е. Б., Колачева Б. А., Сильвестровича С. И. М.: Гостоптехиздат. 1962. — 656 с.
3. Колачев Б. А. Водородная хрупкость цветных металлов. М.: Металлургия. 1966. — 256с.
4. Колачев Б. А., Ливанов В. А., Елагин В. И. Металловедение и термическая обработка цветных металлов и сплавов. Учебник. М.: Металлургия. 1972. — 480 с.
5. Колачев Б. А. Основы физики металлов. М.: Машиностроение. 1974. — 153 с.
6. Колачев Б. А., Ливанов В. А., Буханова А. А. Механические свойства титана и его сплавов. М.: Металлургия. 1974. — 544 с.
7. Колачев Б. А. Физическое металловедение титана. М.: Металлургия. 1976. — 184 с.
8. Добаткин В. И., Габидуллин Р. М., Колачев Б. А., Макаров Г. С. Газы и окислы в алюминиевых деформируемых сплавах. М.: Металлургия. 1976. — 264 с.
9. Борисова Е. А., Бочвар Г. А., Колачев Б. А. и др. /Под ред. Глазунова С. Г. и Колачева Б. А./ Металлография титановых сплавов. М.: Металлургия. 1980. — 464 с.
10. Колачев Б. А., Габидуллин Р. М., Пигузов Ю. В. Технология термической обработки цветных металлов и сплавов. М.: Металлургия. 1980. — 270 с.
11. Колачев Б. А., Ливанов В. А., Елагин В. И. Металловедение и термическая обработка цветных металлов и сплавов (2-е издание переработанное и дополненное). М.: Металлургия. 1981. — 416 с.
12. Колачев Б. А., Мальков А. В. Физические основы разрушения титана. М.: Металлургия. 1983. — 160 с.
13. Колачев Б. А. Водородная хрупкость металлов. М.: Металлургия. 1985. — 215 с.
14. Носов В. К., Колачев Б. А. Водородное пластифицирование при горячей деформации титановых сплавов. М.: Металлургия. 1986. — 118 с.
15. Коган Я. Д., Колачев Б. А., Левинский Ю. В., Назимов О. П., Фишгойт А. В. Константы взаимодействия металлов с газами. Справочник. М.: Металлургия: 1987. — 368 с.
16. Колачев Б. А., Садков В. В., Талалаев В. Д., Фишгойт А. В. Вакуумный отжиг титановых конструкций. М.: Машиностроение. 1991. — 224 с.
17. Колачев Б. А., Габидуллин Р. М., Пигузов Ю. В. Технология термической обработки цветных металлов и сплавов. Учебник (2-е издание, переработанное и дополненное). М.: Металлургия. 1992. — 272 с.
18. Колачев Б. А., Ильин А. А., Лавренко В. А., Левинский Ю. В. Гидридные системы. Справочник. М.: Металлургия. 1992. — 352 с.
19. Белов С. П., Брун М. Я., Колачев Б. А. и др. Металловедение титана и его сплавов. /Под ред. Глазунова С. Г. и Колачева Б. А. М.: Металлургия. 1992. — 352 с.
20. Колачев Б. А., Шалин Р. Е., Ильин А. А. Сплавы-накопители водорода. Справочник. М.: Металлургия. 1995. — 384 с.
21. Братухин А. Г., Колачев Б. А., Садков В. В. и др. Технология производства титановых самолетных конструкций. М.: Машиностроение. 1995. — 448 с.
22. Колачев Б. А., Бецофен С. Я., Бунин Л. А., Володин В. А. Физико-механические свойства легких конструкционных сплавов. М.: Металлургия. 1995. — 288 с.
23. Володин В. А., Воробьев И. А., Колачев Б. А. и др. Технология изготовления титановых деталей крепления. М.: Металлургия. 1996. — 144 с.
24. Колачев Б. А., Елагин В. И., Ливанов В. А. Металловедение и термическая обработка цветных металлов и сплавов. (3-е издание, переработанное и дополненное). М.: МИСиС, 1999. — 416 с. (Федеральная программа книгоиздания России).
25. Колачев Б. А., Полькин И. С., Талалаев В. Д. Титановые сплавы разных стран. М.: ВИЛС. 2000. — 314 с.
26. Коллектив авторов. Энциклопедический словарь по металлургии : Справочное издание : в 2 т. / гл. ред. Н. П. Лякишев. — М. : «Интермет Инжиниринг», 2000. — Т. [1 — 2]. — 500 экз.
27. Колачев Б. А., Елисеев Ю. С., Братухин А. Г., Талалаев В. Д. Титановые сплавы в конструкциях и производстве авиадвигателей и авиационно-космической техники. М.: МАИ, 2001. — 412 с.
28. Ильин А. А., Колачев Б. А., Носов В. К., Мамонов А. М. Водородная технология титановых сплавов. М.: МИСиС, 2002. — 392 с.
29. Колачев Б. А., Елагин В. И., Ливанов В. А. Металловедение и термическая обработка цветных металлов и сплавов. Учебник для ВУЗов (4-е издание, переработанное и дополненное). М.: МИСиС, 2005. — 432 с.
30. Ильин А. А., Колачев Б. А., Егорова Ю. Б. Физическое материаловедение. М.: МАТИ, 2007. — 482 с.
31. Ильин А. А., Колачев Б. А., Полькин И. С. Титановые сплавы. Состав, структура, свойства. М.: ВИЛС-МАТИ, 2009, 520 с.